# Остолопов, Алексей Алексеевич
Алексей Алексеевич Остолопов (4 октября 1883 — 1 апреля 1937, Париж) — русский морской офицер, капитан 2-го ранга. Участник Первой мировой войны и Гражданской войны в России. В Добровольческой армии с декабря 1917 года, участник Ледяного похода, участник боёв на Азовском море. В эмиграции во Франции.

## Биография
Родился 4 октября 1883 года, в семье морского офицера, впоследствии контр-адмирала, Алексея Аполлоновича Остолопова, из дворян Вологодской губернии. Закончил Морской кадетский корпус в 1908 году, мичман с 1909 года. Лейтенант, с 1916 года старший офицер эсминца «Лейтенант Шестаков». В Добровольческой армии с декабря 1917 года в Морской роте. Участник 1-го Кубанского Ледяного похода в Офицерском полку.
В марте 1919 года старший лейтенант, командир канонерской лодки «К15» на Азовском море. Была вооружена и укомплектована морскими офицерами и добровольцами в марте 1919 года в Севастополе. Из-за всеобщей забастовки две 6-дюймовых — 152-мм пушки «Канэ» со щитами устанавливались самой командой с помощью портового крана, которым управляли офицеры корабля. Канонерская лодка развивала скорость не более 6 узлов при тихой погоде.
В начале апреля К-15 в составе небольшого отряда кораблей под командой капитана 1-го ранга А. Д. Бубнова, в который также входили малые английские мониторы, поддерживала оборону перекопских позиций со стороны мелководного Егорлыцкого залива. После падения Перекопа, К-15 послана в Азовское море к деревне Ак-Манай у основания Арабатской стрелки на правый фланг войск генерала А. А. Боровского, которые прикрывали Керченский полуостров, задержавшись на линии Феодосия—Ак-Манай. Из-за своей тихоходности (2-3 узла) канонерка «К-15» подошла к Ак-Манаю только 2 мая, на следующий день после наступления красных, в ходе которого Ак-Манай ими взят и отбит белыми обратно лишь с помощью огня артиллерии стоявших у Ак-Маная судов белых и интервентов.
С 20 сентября 1919 года командир вспомогательного крейсера «Слава» Каспийской флотилии.
Командир дивизиона болиндеров Каркинитского отряда весной 1920 года. В начале 1920 года командир эсминца «Капитан Сакен» до эвакуации Крыма. Капитан 2-го ранга (1920.03.28 со старшинством от 1919.07.28). Эвакуировался на эсминце с Русской эскадрой в Бизерту, Тунис. На 25 марта 1921 года в составе Русской эскадры в Бизерте, с 1 июня 1922.06.01 командир роты Морского корпуса. В эмиграции во Франции, в 1928 член Военно-морского исторического кружка в Париже. Капитан 1-го ранга (1932). Умер 1 апреля 1937 года в Париже. Жена, 2 детей.